# Fehérállú császárlégykapó
A fehérállú császárlégykapó (Myiagra inquieta) a madarak osztályának verébalakúak (Passeriformes) rendjébe és a császárlégykapó-félék (Monarchidae) családjába  tartozó faj.

## Előfordulása
Ausztrália, Indonézia és Pápua Új-Guinea erdeiben honos.

## Megjelenése
Testhossza 16–21 centiméter, testsúlya 20 gramm. Feje, háta, szárnya és farka fekete, torka és hasa fehér színű. A fiatal madár tollazata halványabb, hasa és torka narancssárga és barna árnyalatú.
|  |  |

## Életmódja
Táplálkozni egyedül vagy párban szokott. Tápláléka rovarokból áll, de eszik más gerincteleneket is, pókokat, százlábút. A földön ritkán látható, leginkább a fák lombozatának középső szintjén él.

## Szaporodása
A szaporodási időszaka délen júliustól januárig tart, míg északon augusztustól márciusig. Fészkét fára építi gyakran víz közelébe. Fészekalja 3–4 tojásból áll, melyet mindkét szülő költ, 14 napon keresztül. A fiókák 14 nappal a kikelés után repülnek ki a fészekből.

## Külső hivatkozások
- Képek az interneten a fajról
- Internet Bird Collection - videók a fajról